# José Amaya
José Antonio Amaya Pardo (ur. 16 lipca 1980 w Barranquilli) – kolumbijski piłkarz występujący na pozycji pomocnika. Obdarzony przydomkiem „Ringo”.

## Kariera klubowa
Amaya karierę rozpoczynał w 1999 roku w zespole Junior Barranquilla. W 2004 roku zdobył z nim mistrzostwo fazy Finalización. W 2005 roku odszedł do Atlético Nacional. W sezonie 2005 wywalczył z nim mistrzostwo fazy Apertura, w sezonie 2007 mistrzostwo faz Apertura oraz Finalización. Graczem Atlético był przez 6 sezonów.
W 2010 roku Amaya przeniósł się do Millonarios. Spędził tam jeden sezon. W sezonie 2011 grał dla Juniora Barranquilla, a w 2012 roku trafił do ekwadorskiego zespołu Barcelona SC.

## Kariera reprezentacyjna
W reprezentacji Kolumbii Amaya zadebiutował w 2007 roku. Trzy lata wcześniej, w 2004 roku został powołany do kadry na turniej Copa América. Nie zagrał jednak na nim ani razu, a Kolumbia zakończyła rozgrywki na 4. miejscu.